# Josef Andreas Feuerstein
Josef Andreas Feuerstein (* 1. November 1891 in Andelsbuch; † 26. Oktober 1969 in Bregenz) war ein österreichischer Landespolitiker (ÖVP) im Bundesland Vorarlberg. Von 1945 bis 1964 war Feuerstein Abgeordneter zum Vorarlberger Landtag und ab 1949 dessen Präsident.

## Leben und Wirken
Der spätere Landtagspräsident Josef Feuerstein wurde am 1. November 1891 in der Bregenzerwäldergemeinde Andelsbuch geboren und besuchte nach Abschluss der Volksschule 1904, bis 1912 das Gymnasium Vinzentinum in Brixen, wo er auch maturierte. Anschließend besuchte er für ein Jahr den Abiturientenkurs der Handelsakademie in Graz und begann danach ein Studium der Rechtswissenschaften an der Universität Graz. Dieses Studium musste er aufgrund des Beginns des Ersten Weltkriegs und seinem Kriegseinsatz an der Italienfront von 1914 bis 1918 unterbrechen. So promovierte er erst nach dem Krieg Anfang 1919 an der Universität Innsbruck zum Doktor der Rechtswissenschaften und übernahm im Jahr 1923 die Rechtsanwaltskanzlei des damaligen Vorarlberger Landeshauptmanns Otto Ender, in welcher er schon seit Mitte/Ende 1919 gearbeitet hatte. Die Kanzlei führte er bis 1965.
Um 1923 wurde er auch Mitglied der Christlichsozialen Partei, für die er 1932 erstmals in den Landtag gewählt wurde. 1933 schied er aus diesem nach freiwilligem Mandatsverzicht wieder aus.
Nach der ersten freien Landtagswahl in Vorarlberg 1945 wurde Feuerstein für die Österreichische Volkspartei erneut Abgeordneter zum Vorarlberger Landtag. Nachdem nach der Landtagswahl 1949 eine Trennung des Amts des Landeshauptmanns und des Landtagspräsidenten vollzogen wurde, wurde Josef Feuerstein als Nachfolger von Landeshauptmann Ulrich Ilg zum Landtagspräsidenten gewählt. Nach der Landtagswahl 1964 schied Feuerstein aus dem Landtag aus. Sein Nachfolger im Amt des Landtagspräsidenten wurde der Bregenzer Bürgermeister Karl Tizian. Am 26. Oktober 1969 verstarb Josef Feuerstein  in Bregenz.
Josef Andreas Feuerstein war von 1923 an verheiratet. Die Ehe blieb kinderlos.

## Auszeichnungen (Auswahl)
- Eisernes Kreuz
- Landesehrenoberschützenmeister
- Goldenes Ehrenzeichen des Landes Vorarlberg (1963)